# Kypello Ellados 1977-1978
La Coppa di Grecia 1977-1978 è stata la 36ª edizione del torneo. La competizione è terminata il 4 giugno 1978. L'AEK Atene ha vinto il trofeo per l'ottava volta, battendo in finale il PAOK.

## Primo turno
| Squadra 1          | Risultato         | Squadra 2           |
| ------------------ | ----------------- | ------------------- |
| Kavala             | 1 – 0             | Proodeftikī         |
| Panathīnaïkos      | 9 – 0             | Thyella Serron      |
| Panthrakikos       | 4 – 2             | Chalkis             |
| Olympiakos Volos   | 6 – 0             | Atromitos Pireo     |
| Fostiras           | 0 – 1             | Olympiacos          |
| Agios Dimitrios    | 2 – 1             | Nikī Volo           |
| Paniōnios          | 0 – 0 (4 – 2 dtr) | Irodotos            |
| Larissa            | 2 – 1             | Almopos Arideas     |
| PAS Giannina       | 1 – 0             | Panarkadikos        |
| Īraklīs            | 1 – 0             | Olympiakos Liosia   |
| Edessaïkos         | 1 – 1 (1 – 2 dtr) | Rodos               |
| Pandramaïkos       | 3 – 0             | Īlisiakos           |
| Ethnikos Asteras   | 1 – 2             | Arīs Salonicco      |
| PAOK               | 6 – 1             | Levadeiakos         |
| Panserraïkos       | 0 – 0 (4 – 1 dtr) | Atromītos           |
| Panachaïkī         | 3 – 1             | Makedonikos         |
| GAS Veria          | 1 – 0             | Kastoria            |
| Patrasso           | 1 – 1 (3 – 4 dtr) | Apollōn Smyrnīs     |
| Korinthos          | 5 – 0             | Egaleo              |
| Naoussa            | 0 – 2             | Kallithea           |
| Panaitōlikos       | 4 – 2             | Elassona            |
| Ethnikos Pireo     | 4 – 0             | Anagennīsī Karditsa |
| Mesolongi          | 0 – 1             | Trikala             |
| Skoda Xanthi       | 1 – 0             | Doxa Dramas         |
| Anagennīsī Epanomī | 2 – 1             | Kilkisiakos         |
| Panelefsiniakos    | 4 – 2 (dts)       | Ionikos             |
| AEK Atene          | 6 – 1             | AO Chania           |
| OFI Creta          | 5 – 0             | Pierikos            |
| Apollōn Kalamarias | 3 – 0             | Lamia               |

## Secondo turno
| Squadra 1          | Risultato         | Squadra 2          |
| ------------------ | ----------------- | ------------------ |
| Ethnikos Pireo     | 1 – 0             | Panaitōlikos       |
| Korinthos          | 0 – 2             | GAS Veria          |
| Panathīnaïkos      | 0 – 1             | AEK Atene          |
| PAS Giannina       | 3 – 2             | Rodos              |
| Īraklīs            | 1 – 0             | Kallithea          |
| Trikala            | 2 – 5             | Olympiacos         |
| Kavala             | 1 – 0 (dts)       | OFI Creta          |
| Pandramaïkos       | 2 – 0             | Apollōn Smyrnīs    |
| Agios Dimitrios    | 0 – 1             | Larissa            |
| PAOK               | 4 – 1             | Olympiakos Volos   |
| Skoda Xanthi       | 1 – 0             | Panserraïkos       |
| Panthrakikos       | 0 – 0 (4 – 3 dtr) | Apollōn Kalamarias |
| Anagennīsī Epanomī | 0 – 1             | Arīs Salonicco     |

Passano automaticamente il turno:
| Squadre         |
| --------------- |
| Paniōnios       |
| Panachaïkī      |
| Panelefsiniakos |

## Ottavi di finale
| Squadra 1       | Risultato         | Squadra 2      |
| --------------- | ----------------- | -------------- |
| AEK Atene       | 3 – 0             | Paniōnios      |
| Panelefsiniakos | 4 – 2 (dts)       | Larissa        |
| PAS Giannina    | 5 – 0             | Skoda Xanthi   |
| Panachaïkī      | 0 – 0 (3 – 4 dtr) | Olympiacos     |
| Ethnikos Pireo  | 2 – 5             | Arīs Salonicco |
| Īraklīs         | 0 – 1             | PAOK           |
| Pandramaïkos    | 0 – 1             | Kavala         |
| GAS Veria       | 4 – 1             | Panthrakikos   |

## Quarti di finale
| Squadra 1       | Risultato   | Squadra 2      |
| --------------- | ----------- | -------------- |
| PAOK            | 5 – 0       | GAS Veria      |
| Olympiacos      | 2 – 1 (dts) | PAS Giannina   |
| Panelefsiniakos | 2 – 4       | AEK Atene      |
| Kavala          | 2 – 3       | Arīs Salonicco |

## Semifinali
| Squadra 1      | Risultato   | Squadra 2  |
| -------------- | ----------- | ---------- |
| AEK Atene      | 6 – 1       | Olympiacos |
| Arīs Salonicco | 0 – 1 (dts) | PAOK       |

## Finale
| Arbitro: | Nikos Zlatanos (Salonicco) |

|                        |           |  |
| Bajević 50’ Mavros 80’ | Marcatori |  |